# Cubisme cézannien

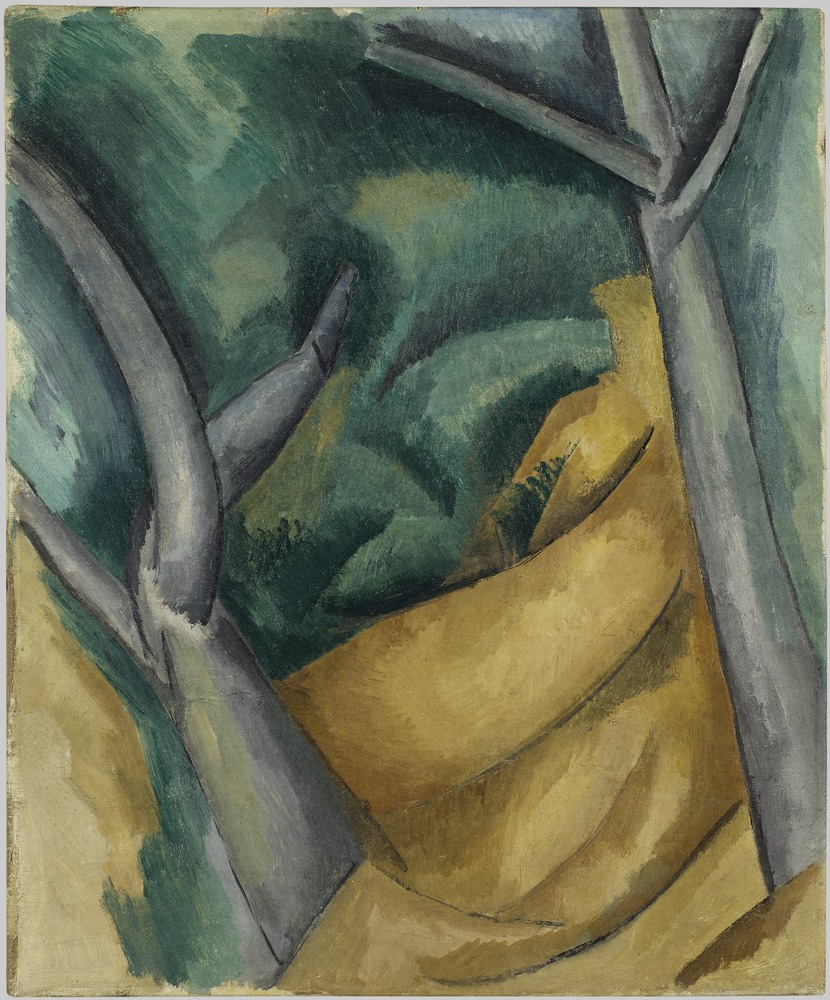
Arbres à L'Estaque, par Raoul Dufy, une peinture de 1908 relevant du cubisme cézannien.

Le cubisme cézannien est le cubisme tel qu'il est pratiqué en 1908 et 1909, soit durant les premières années de ce mouvement artistique, par les peintres Georges Braque et Pablo Picasso principalement. Il se caractérise par la soumission de leur peinture à l'influence de Paul Cézanne, une influence visible dans son recours aux volumes géométrisés et aux couleurs ocres ponctuées de vert que l'on trouve dans l'œuvre du maître disparu en 1906. Georges Braque et Raoul Dufy travaillent en outre le paysage sur les lieux-mêmes où Cézanne a peint, notamment à L'Estaque, dans le sud de la France. Au bout de deux ans, le ton des tableaux glissant vers le gris et les objets représentés éclatant pour ne plus laisser voir que des arêtes noires disjointes, ce premier cubisme laisse la place à un cubisme analytique plus hermétique où le prédécesseur n'est plus évoqué que par ses natures mortes et ses motifs typiques tels que le compotier.